# 李彦 (秦州刺史)
李彦（？—524年），字次仲，陇西郡狄道县（今甘肃省定西市临洮县）人，出自陇西李氏姑臧房，龙骧将军、荥阳郡太守、姑臧穆侯李承第二子，北魏官员。

## 生平
李彦很有学问，与三个兄弟都为魏孝文帝元宏赐名，魏孝文帝初年，李彦被举荐为司州秀才，出任中书博士，转任谏议大夫。太和十八年（494年）九月，魏孝文帝亲自考核官员，他对李彦说：“你虽然担任谏议大夫的官职，实在是人不称职，可以免去谏议大夫，降为元士。”李彦不久代理主客曹，改任郊庙下大夫。当时北魏朝廷的礼仪和典章制度还不完备，李彦留心考核审定之，以称职著称。 
魏孝文帝南征南齐时，李彦劝谏说：“臣认为小小的长江闽水地区，不值得皇帝亲征。”屡次上表劝谏，魏孝文帝虽然没有听从采纳李彦的意见，却也嘉许他的至诚。北魏军队驻扎于淮南时，朝廷征调李彦担任广陵王元羽的长史，加号恢武将军、西翼副将军。李彦回朝后出任冀州赵郡王元的长史，又转任青州广陵王元羽长史，兼任齐郡太守，征调为龙骧将军、司徒右长史，改任左长史、秦州大中正，外任代理扬州刺史，不久徵拜河南尹，回朝走到汝阴郡，被命令代理徐州刺史，不久徵拜平北将军、平州刺史，又转任平东将军、徐州刺史。延昌二年（513年）夏季，连续多日大雨，河流沟渠泛滥，李彦前往视察水陆形势，根据情况疏通河流，徐州因此没有淹浸的灾害。朝廷嘉奖李彦，屡次下诏慰劳勉励。李彦再次入朝担任河南尹，升任金紫光禄大夫、光禄勋卿，改任度支尚书，又外任抚军将军、秦州刺史。
当时，破六韩拔陵等人在北部军镇起兵造反，夏州、东夏州、豳州、凉州等地的造反纷然并起。李彦的刑法政令过于严厉，为属下所怨恨，城内百姓薛珍、刘庆、杜超等人趁着四方背叛，暗中勾结谋逆。正光五年（524年）六月，薛珍等人闯入州门，在内屋擒获了李彦，将他囚禁于西府，推举党羽莫折大提为头领，于是杀害李彦。永安年间，朝廷追赠李彦侍中、骠骑大将军、司徒公、雍州刺史，谥号孝贞。

## 其他
李彦的叔叔李冲曾经对李彦说：“大崔生崔光宽和而诚实文雅，你应该与他做朋友，小崔生崔亮严整而清白坦荡，你应该尊敬他，这两人最终都将显达。”

## 家族

### 祖父母
- 李宝，北魏镇北将军、敦煌宣公
- 金城杨氏，前军参军杨袆之女[18][19]

### 父母
- 李承，北魏龙骧将军、荥阳郡太守、姑臧穆侯
- 太原王氏，北魏荆州刺史、长社穆侯王慧龙之女[19]

### 兄弟姐妹
- 李韶，北魏散骑常侍、定州刺史、骠骑大将军、安城文恭伯
- 李虔，北魏散骑常侍、骠骑大将军、开府仪同三司、高平宣景男
- 李晖仪，嫁北魏东平原郡太守郑平城
- 李蕤，北魏大司农少卿

### 夫人
- 崔氏[20]

### 子女
- 李燮，北魏著作佐郎、司徒祭酒、主簿
- 李德广，北魏中散大夫
- 李德显，北魏太尉行参军、散骑侍郎
- 李德明，北魏秘书郎、高阳郡太守
- 李氏，嫁东魏黄门郎、幽州大中正、城阳县子卢元明[21]
- 李氏，嫁北魏右军将军、黄门郎王遵业[22]